# Terminator: Resistance
Terminator: Resistance — компьютерная игра в жанре шутера от первого лица, разработанная польской компанией Teyon. Выход игры состоялся 15 ноября 2019 в Европе и Австралии, в Северной Америке игра вышла 3 декабря 2019 года. Незадолго до релиза был показан шестой фильм из франшизы «Терминатор» — «Терминатор: Тёмные судьбы», но игра не имеет никакого отношения к его хронологии или персонажам. Terminator: Resistance также игнорирует все события после «Терминатор 2: Судный день».

## Сюжет и игровой процесс
История разворачивается в постапокалиптическом 2028 году в Лос-Анджелесе и является приквелом к фильмам «Терминатор» и «Терминатор 2: Судный день»  Джеймса Кэмерона. Игрокам предлагается играть за нового персонажа — рядового Джейкоба Риверса, солдата из сопротивления Джона Коннора, борющегося против Скайнет. В игре имеется несколько возможных концовок, открытие которых зависит от принятых решений в процессе прохождения.
Хотя упор сделан на классический для шутеров от первого лица экшен, в игре также есть элементы RPG: сбор ресурсов, модификации, торговля и необязательные побочные задания. С некоторыми персонажами можно беседовать и в зависимости от выбранных ответов менять их расположение от позитивного до негативного.

## Выпуск
5 ноября 2020 года разработчики представили бесплатное обновление, главным нововведением стал режим Infiltrator («Лазутчик»). Игроки берут на себя управление терминатором T-800, чтобы собрать разведданные о сопротивлении, уничтожить ключевые аванпосты и ликвидировать полевого командира. В ходе прохождения выясняется, что именно благодаря этому Т-800 Скайнет стало известно имя и город проживания Сары Коннор, матери Джона Коннора. Особенностью данного режима является отсутствие сохранений на всём прохождении, и если игрока убьют, то нужно будет начинать с самого начала. Также в файлах игры доступен комикс Zero Day Exploit, который рассказывает о судьбе Джессики Бейрон и доктора Мака до основного сюжета.
16 декабря 2020 года Reef Entertainment и Teyon объявили о выпуске версии Enhanced для PlayStation 5 26 марта 2021 года, но перенесли на 30 апреля. Ожидаются разрешение 4K при 60 кадрах в секунду, тесселяция, высокие текстуры, улучшенное освещение, динамические тени и постобработка, более детальные эффекты частиц, поддержка беспроводного контроллера DualSense. Кроме того, Terminator: Resistance для PlayStation 4 получит обновление с режимом «Лазутчик». Коллекционное издание включает стилбук, комикс Zero Day от Dark Horse Comics и четыре карточки с персонажами. Новое сюжетное дополнение планировалось летом 2021 года для PlayStation 5 и ПК. 2 сентября Reef Entertainment сообщила, что Джон Коннор выдаст миссию «Рубеж зачистки». Четырёхчасовое дополнение вышло 10 декабря 2021 года.
27 октября 2023 года полная версия Terminator: Resistance была издана для Xbox Series X/S.

## Отзывы и критика
| Сводный рейтинг       | Сводный рейтинг                                                   |
| Агрегатор             | Оценка                                                            |
| --------------------- | ----------------------------------------------------------------- |
| Metacritic            | (PC) 60/100 (PS4) 47/100 (PS5) 62/100 (XONE) 55/100 (XBXS) 71/100 |
| OpenCritic            | 57/100                                                            |
| «Критиканство»        | 73/100                                                            |
| Иноязычные издания    |                                                                   |
| Издание               | Оценка                                                            |
| 4Players              | 6,5/10                                                            |
| Destructoid           | 4/10                                                              |
| Eurogamer             | «Избегать»                                                        |
| GameStar              | 65/100                                                            |
| IGN                   | 4/10                                                              |
| Jeuxvideo.com         | 11/20                                                             |
| Push Square           | 5/10                                                              |
| VG247                 | [ 28 ]                                                            |
| Русскоязычные издания |                                                                   |
| Издание               | Оценка                                                            |
| 3DNews                | 6,5/10                                                            |
| GameMAG.ru            | 8/10                                                              |
| Gametech              | без оценки                                                        |
| StopGame.ru           | Проходняк                                                         |

Игра получила низкие оценки профильных изданий, но фанатам фильмов она понравилась, так как содержит множество отсылок не только к оригинальной кэмероновской дилогии, но и к последующим фильмам франшизы.